# Мольто, Мерседес
Мерседес Мольто Контрерас (исп. Mercedes Moltó Contreras; род. 21 февраля 1972, Барселона) — латиноамериканская актриса

, получившая известность благодаря съёмкам в теленовеллах. Наибольшую известность актрисе принесла антагонистическая роль Карины в телесериале «Девочка любимая моя» (Niña... amada mía) (2003 год). Родилась в Испании в семье панамских родителей, но в настоящее время проживает в Мехико (Мексика).

## Биография
Родилась в 1972 году в городе Барселона (Испания), где в медицинском институте учился её отец — доктор Хосе Мольто Ордоньес (специалист по отоларингологии) родом из Республики Панама. Вместе с ним в Барселоне жила его жена сеньора Мерседес Контрерас. Маленькая юная звезда стала была их первой дочерью. Когда ей было 6 лет, внезапно погиб её младший брат и семья приняла решение вернуться на родину. В Панаме она окончила школу и в возрасте 16 лет (в 1988 году) переехала в Мехико, где поступила в актёрский институт и начала сниматься в теленовеллах мексиканского производства. В свободное от работы время занимается сбором и публикацией рецептов мексиканской и панамской кухонь, часто навещает своих родственников в Панаме. Не замужем, детей не имеет (по информации на 2011 год).

## Кинематография и роли
- 2008: Mujeres asesinas — Silvia
- 2008: La rosa de Guadalupe — Violeta
- 2006—2007: Amar sin límites — Azucena
- 2005: Pablo y Andrea — Ursula (антагонистка)
- 2003: Niña amada mía — Karina Soriano (антагонистка)
- 2002: La otra — Eugenia Guillen (Actuación Especial)
- 2001: Mujer casos de la vida real
- 2000: Por un beso — Mirna Ballesteros (антагонистка)
- 1998: Gotita de amor — Lucrecia de Sotomayor (антагонистка)
- 1998: Rencor apasionado — Martha
- 1997: Без тебя — Brenda
- 1996—1997: Mi querida Isabel — Eugenia (антагонистка)
- 1995: Pobre niña rica — Bárbara de Villagran
- 1994: Caminos cruzados — Jackie
- 1993: Valentina — Luisita

## Реалити-шоу
- Большой Брат (2004)